# Dicaeum erythrothorax
Dicaeum erythrothorax là một loài chim trong họ Dicaeidae.